# زادبوم
زادبوم فیلمی به کارگردانی و تهیه‌کنندگی ابوالحسن داوودی و نویسندگی فرید مصطفوی و ابوالحسن داوودی ،محصول سال ۱۳۸۷ می‌باشد.این فیلم برنده۳ سیمرغ بلورین جشنواره فیلم فجر شد.
کارن همایون فر برای آهنگسازی این فیلم برنده سیمرغ بلورین بهترین موسیقی متن جشنواره فیلم فجر شده‌است.

## خلاصه داستان
داستان فیلم دربارهٔ یک خانواده است که هر کدام از اعضای آن در یک نقطه دنیا مشغول هستند. بیژن امیری (مسعود رایگان) معاون یک کاندید انتخاباتی ریاست جمهوری است که در آستانه پیروزی به سر می‌برد. همسر او مریم (رویا تیموریان) یک پزشک زیست‌شناس است که در قشم بر روی لاکپشت‌های دریایی و بازگشت سی سال پس از تولد آن‌ها برای تخم گذاری به زادگاهشان تحقیق می‌کند و سعی می‌کند جلوی انقراض آن‌ها توسط مردم قشم را بگیرد. او به دلیل خیانت همسرش به وی، او را ترک کرده ولی به دلیل فرزندانشان از او طلاق نگرفته‌است. پسر آن‌ها امیرعلی (بهرام رادان) در آلمان تحصیل می‌کند و به کمک نوه پروفسوری که سی سال قبل برای لاک‌پشت‌های قشم پلاک گذاری کرد (اولریکه کارگوس) سعی می‌کنند به مریم کمک کنند تا نسل لاک‌پشت‌ها از بین نرود. دختر آن‌ها سارا (پگاه آهنگرانی) به همراه همسرش (مهدی سلوکی) در دبی زندگی می‌کند که در آستانه جدایی از همسرش است و می‌خواهد با کمک پدرش به کانادا مهاجرت کند. پدر بیژن (عزت الله انتظامی) یک سرهنگ بازنشسته نیروی دریایی است که در آلمان به تنهایی در کشتی خود زندگی می‌کند. اما داستان زمانی جدی می‌شود که بیژن و همکارانش در انتخابات شکست می‌خورند و بیژن دچار عارضه مغزی می‌شود. این بهانه ای می‌شود تا مریم او را به پیش خود در قشم و به فضایی دور از سیاست منتقل کند.

## بازیگران
| بازیگر          | نقش         |
| رویا تیموریان   | مریم        |
| عزت‌الله انتظامی | سرهنگ امیری |
| مسعود رایگان    | بیژن امیری  |
| بهرام رادان     | امیرعلی     |
| پگاه آهنگرانی   | سارا        |
| اولریکه کارگوس  | مارلنه      |
| احمد کاوری      | صالحی       |
| مهدی سلوکی      | مهدی        |
| علی مردانه      | عبید        |
| جلال پیشواییان  | مقدم        |
| هوشنگ توکلی     | عسگری       |
| رضا آحادی       | جعفری       |
| صدیقه کیانفر    | معصومه خانم |

## جشنواره‌ها
فیلم زادبوم در بیست و هفتمین دوره جشنواره فیلم فجر (۱۳۸۷) جوایز زیر را کسب کرده‌است:
- برنده بهترین موسیقی متن (کارن همایونفر)
- برنده سیمرغ بلورین فیلم برگزیده تماشاگران
- برنده سیمرغ بلورین بهترین فیلم‌نامه (فرید مصطفوی)
- کاندیدا نقش اول مرد (مسعود رایگان)
- کاندیدا نقش دوم زن (پگاه آهنگرانی)
- کاندیدا بهترین فیلم (ابوالحسن داوودی)